# Benny Hill
Pour les articles homonymes, voir Hill.
Alfred Hawthorn Hill, dit Benny Hill, est un acteur et chanteur comique anglais, né le 21 janvier 1924 à Southampton et mort le 20 avril 1992 à Teddington.
Il est notamment connu pour son émission télévisée de comédie intitulée The Benny Hill Show, diffusée en Grande-Bretagne de 1955 à 1989 et qui figurait parmi les programmes les plus regardés au Royaume-Uni, avec plus de 21 millions de téléspectateurs en 1971.
En 2006, il est élu 17e plus grande star de la télévision anglaise par le public britannique.

## Biographie

### Jeunesse et formation
Alfred Hawthorn Hill est le fils d'Alfred Hawthorne Hill (1893-1972) et d'Helen Florence Cave (1894-1976). Son grand-père, Henry Hill, et son père étaient clowns de cirque. Avec son frère, il fréquente le collège de Taunton à Southampton. Pendant la Seconde Guerre mondiale, Alfred, que l'on surnomme Alfie, est envoyé à l'École de Bournemouth. Pendant cette période, il fait partie de la troupe Stars in Battledress dont les membres font partie des forces armées britanniques et qui est chargée de divertir les troupes de l'armée pour maintenir le moral des soldats durant le conflit. Après avoir terminé ses études, il trouve du travail comme laitier à Eastleigh, puis comme opérateur de pont, chauffeur et finit par mettre un pied dans l'industrie du spectacle en devenant assistant de metteur en scène.

### Débuts à la télévision
Ayant le théâtre pour objectif, il choisit de changer son prénom en Benny, en hommage à son comédien préféré, Jack Benny. Il est auditionné pour le Windmill Theatre de Soho, connu pour Revudeville, un spectacle populaire mélangeant chanteurs, comédiens et filles nues, mais il n'est pas engagé. Il décroche son premier rôle dans Straight man de Reg Varney, à la place de Peter Sellers, alors inconnu.
Après avoir travaillé comme animateur de radio, il fait sa première apparition à la télévision en 1949 dans l'émission Hi There. Il continue à travailler par intermittence, jusqu'à ce que sa carrière décolle avec The Benny Hill Show, qui est diffusé pour la première fois le 15 janvier 1955 sur la chaîne de télévision de la BBC. Il s'entoure de comédiens récurrents comme Patricia Hayes, Jeremy Hawk, Peter Vernon, Ronnie Brody ainsi que le coauteur de l'émission, du milieu des années 1950 jusqu'au début des années 1960, Dave Freeman. Benny Hill reste sur la BBC jusqu'à fin 1968, malgré quelques infidélités avec la chaîne de télévision indépendante ATV (en) de 1957 à 1960, puis à nouveau en 1967. De 1962 à 1963, il produit une sitcom, Benny Hill, dans laquelle il joue un personnage différent à chaque épisode. Il anime également une émission de radio de courte durée, Benny Hill Time, diffusée sur les ondes de la BBC de 1964 à 1966. En 1964, il interprète Nick Bottom dans l'adaptation télévisuelle du Songe d'une nuit d'été de William Shakespeare.

### The Benny Hill Show
Son émission est diffusée et produite d'abord par la BBC dès 1955, puis la diffusion s'alterne entre la BBC et ITV (où elle est produite par Thames Television ou ATV selon les saisons) pour les saisons suivantes. Elle durera trente-quatre ans, s'arrêtant en 1989 après une émission spéciale. On y retrouve à chaque épisode les courses poursuites en accéléré sur le thème de Yakety Sax, ponctuées par La Lettre à Élise de Beethoven ou la mélodie de la chanson Bruxelles de Jacques Brel, des batailles de tarte à la crème et d'autres formes d'humour potache. Les autres thèmes musicaux récurrents de la série sont le Benny Hill Waltz en accéléré de Paul Lewis ainsi que Mahna Mahna de Piero Umiliani et, moins connu, Gimme Dat Ding du groupe The Pipkins. La série fut taxée de sexisme dans les années 1960.
Benny Hill  est entouré de comédiens, musiciens et mannequins dont certains de manière récurrente, comme Jackie Wright (1905-1989) qui joue le rôle du petit vieux martyrisé par ses compagnons, Bob Todd (1921-1992) qui tient divers rôles secondaires dont celui du serveur ou du valet, Henry McGee (1929-2006) dans divers rôles secondaires, souvent à l'élégante moustache, comme ceux de Bobb Todd, Nicholas Parsons (1923-2020), que l'on voit dans divers rôles entre 1969 et 1974, et Sue Upton, une danseuse des Hill's Angels, interprète de divers rôles entre 1977 et 1989.
En France, l'émission de la BBC est diffusée à partir du 8 septembre 1965 sur l'ORTF. Les émissions de Thames Television sont diffusées tous les dimanches à 20 h du 14 septembre 1980 jusqu'au 10 septembre 2000 sur FR3 puis France 3. L'émission Spécial Benny Hill diffusée le 2 janvier 1992 montre la rencontre en 1991 de Benny Hill et de l'acteur Roger Carel, qui lui prête sa voix en français.

### Maladie et décès
La santé de Benny Hill commence à décliner à la fin des années 1980. Après une légère crise cardiaque le 24 février 1992, les médecins lui recommandent de perdre du poids et conseillent un pontage coronarien. Il refuse. Une semaine plus tard, on découvre qu'il souffre d'insuffisance rénale. Il meurt à l'âge de 68 ans le 20 avril 1992. Le 22 avril 1992, après plusieurs jours d'appels téléphoniques sans réponse, il est retrouvé mort dans son fauteuil devant la télévision. La cause du décès est une thrombose coronarienne. Benny Hill est enterré au cimetière Hollybrook près de son lieu de naissance à Southampton, le 26 avril 1992.
Dans la nuit du 4 octobre 1992, à la suite de rumeurs dans les médias selon lesquelles Benny Hill aurait été enterré avec une grande quantité d'or et de bijoux, des pilleurs de tombes ont violé sa sépulture et ouvert le cercueil. La profanation est découverte par un passant le lendemain matin. Après un examen policier de la scène, le cercueil est refermé et la tombe remblayée par les employés du cimetière. Par mesure de sécurité, une dalle de béton de 30 cm d'épaisseur est placée dessus.

### Vie privée
Benny Hill était un travailleur compulsif et comptait peu d'amis. Il ne s'est jamais marié, affirmant que dans sa jeunesse il avait été brutalement éconduit par deux femmes à qui il aurait proposé le mariage.
Dépenser le rendant anxieux, il vivait modestement. Il n'a ainsi jamais possédé de maison, ni même de voiture. Sa mère, Helen, vécut avec lui jusqu'à la mort de celle-ci en 1976. Il déménagea ensuite à Teddington où il loua un petit appartement, dont la proximité avec les studios de Thames Television (ITV) où étaient enregistrées ses émissions lui permettait de s'y rendre à pied. Les voyages étaient son seul luxe.
Il devint véritablement francophile. Il se rendait fréquemment à Marseille et, jusqu'aux années 1980, il put apprécier l'anonymat des terrasses de cafés français, des transports publics et sympathiser avec les habitants. En plus de maîtriser le français, Benny Hill parlait aussi allemand, néerlandais et italien.
Benny Hill était par ailleurs un parent de la chanteuse et actrice australienne Holly Valance (le cousin de Benny étant le grand-père de Holly).

## Hommages

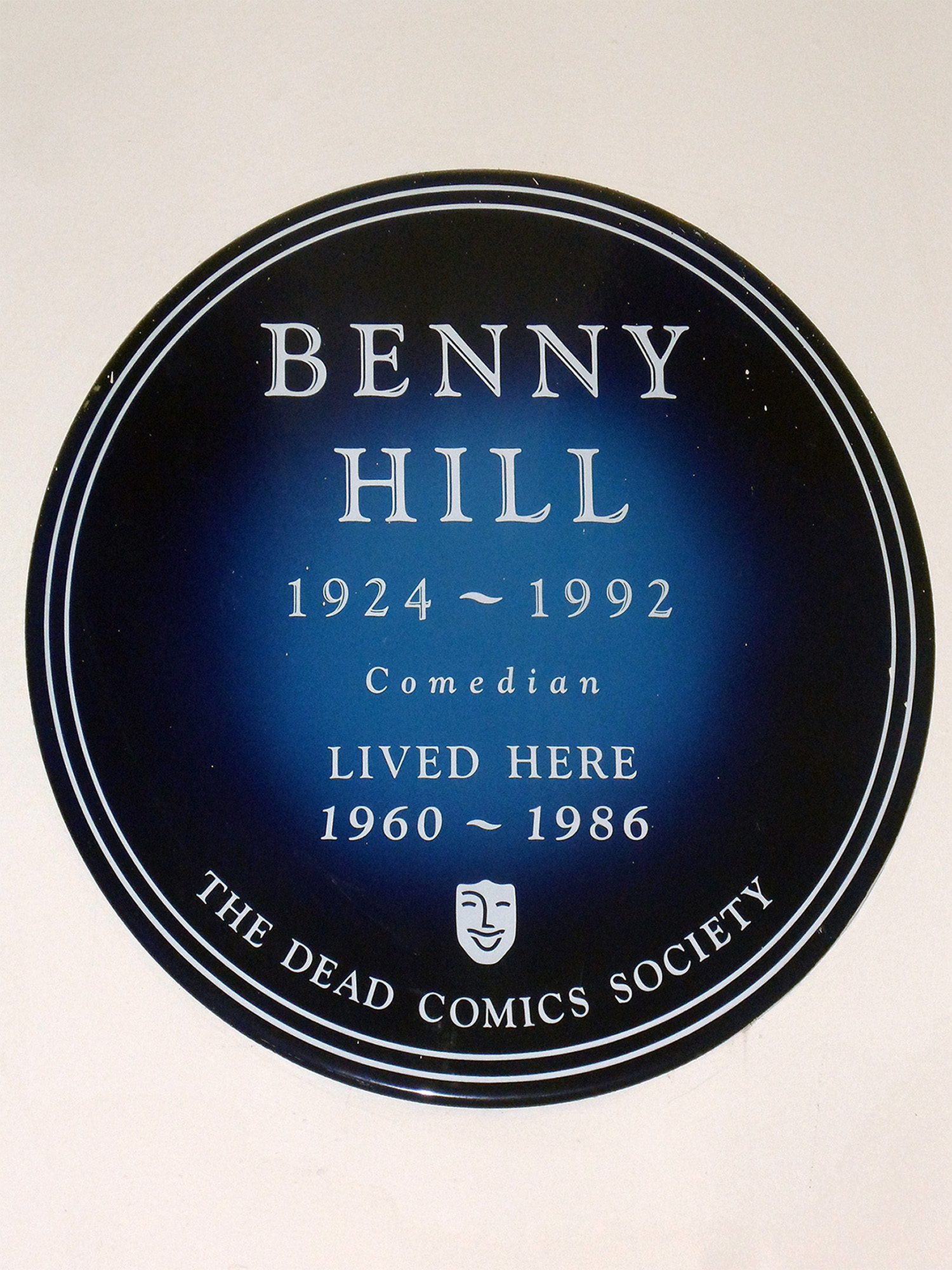
Plaque commémorative située à son ancienne résidence à Kensington, Londres.

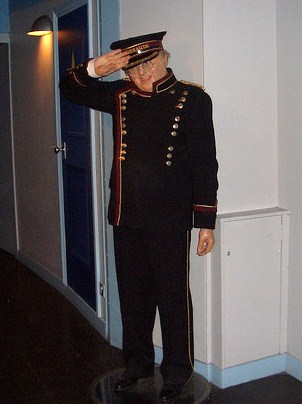
Statue de cire de Benny Hill au musée Madame Tussauds.

En 1988, le philosophe Gilles Deleuze confie à Claire Parnet, dans le téléfilm L'Abécédaire de Gilles Deleuze (section « I comme Idée »), apprécier Benny Hill.
Dans le documentaire Benny Hill: The World's Favorite Clown sorti en 1991 des célébrités telles Burt Reynolds, Michael Caine, John Mortimer, Mickey Rooney, Walter Cronkite, parmi d'autres, expriment leur admiration pour Benny Hill et son humour (et dans le cas de Reynolds, l’admiration s'est étendue également aux Hill’s Angels, les filles dénudées apparaissant dans l'émission).
Michael Jackson et Charlie Chaplin étaient fans de Benny Hill. Chaplin possédait plusieurs films de l'humoriste. De son côté, Michael Jackson trouvait Benny Hill très drôle et était venu lui rendre visite en 1992, après son attaque cardiaque.
En 2006, l'animateur et critique Garry Bushell lança une campagne pour faire ériger une statue de Hill à Southampton, avec le soutien de nombreux comédiens britanniques dont Barbara Windsor et Brian Conley, ces derniers prenant part au premier concert pour collecter des fonds avec Neville Staple, Right Said Fred et Rick Wakeman.

## Filmographie

### Cinéma
- 1956 : Un détective très privé (Who Done It ?) de Basil Dearden : Hugo Dill
- 1960 : Light Up the Sky! de Lewis Gilbert : Syd McGaffey
- 1965 : Ces merveilleux fous volants dans leurs drôles de machines (Those Magnificent Men in their Flying Machines, or How I Flew from London to Paris in 25 Hours and 11 Minutes) de Ken Annakin : le pompier Perkins
- 1968 : Chitty Chitty Bang Bang de Ken Hughes : le fabricant de jouet
- 1969 : L'or se barre (The Italian Job) de Peter Collinson : le professeur Simon Peach

### Télévision
- 1953 : The Christmas Service Show (téléfilm) : le présentateur
- 1955-1968 : The Benny Hill Show (série télévisée) : lui-même
- 1957 : Pantomania: Babes in the Wood (téléfilm) : le ménestrel
- 1962-1963 : Benny Hill (série télévisée) : lui-même
- 1969-1989 : The Benny Hill Show (série télévisée) : lui-même
- 1970 : Eddie in August (téléfilm) de lui-même John Robins : Eddie

### Clip
- 1986 : Anything She Does, clip du groupe rock progressif Genesis